# Педофілія у британському футболі
Педофілія у британському футболі — ряд скандалів щодо сексуального насильства над дітьми у футбольних клубах Великобританії, що розпочалися в середині листопада 2016 року, відколи колишні професійні футболісти почали публічно свідчити про насильство з боку колишніх тренерів і скаутів у 1970-ті, 1980-ті та 1990-ті роки. Це призвело до хвилі нових звинувачень, а також розглядів фактів того, що окремі клуби приховували подібні випадки.
Голова ФА Грег Кларк охарактеризував скандал як «одну з найсерйозніших криз в історії британського футболу».

## Хід справ
Початково у рамках розслідування справи поліцейським надійшло 819 повідомлень про випадки сексуальних домагань у 148 футбольних клубах. Попередньо кількість жертв оцінювалась у 429 осіб. Повідомлення, що надходили, стосувалися клубів усіх рівнів — від Англійської прем'єр-ліги до аматорських клубів.
Перші звинувачення в 2016 році стосувалися поводження з молодими гравцями клубів «Манчестер Сіті» та «Кру Александра» з боку Баррі Беннелла (раніше засудженого за злочини сексуального насильства в США — 1995-й, та у Великій Британії — 1998-й роки), якому 29 листопада 2016 р. було висунуто звинувачення у вчиненні нових злочинів. Звинувачення також були висунуті проти Джорджа Ормонда, колишнього молодіжного тренера і скаута «Ньюкасл Юнайтед» (також раніше судимий), колишнього скаута «Челсі» Едді Хіта та колишнього тренера «Саутгемптона» і «Пітерборо» Боба Гіґґінза. На початку грудня 2016 року також почали з'являтися звинувачення щодо колишніх молодіжних тренерів і скаутів у Північній Ірландії та Шотландії.
Протягом місяця після першого звіту Футбольна асоціація (FA), Шотландська футбольна асоціація (SFA), кілька футбольних клубів та поліція розпочали розслідування з публічним виступом 350 жертв насильства. До кінця 2021 року 15-ть чоловіків було притягнуто до суду згідно зі звинуваченнями у скоєних злочинах: 14 — Беннелл, Ормонд, Гіґґінз, Вільям Тонер, Майкл Коулман, Джим Маккафферті, Роберт Сміт, Джеймс Торбетт, Джеральд Кінг, Френк Керні, Норман Шоу, Девід Деніел Гейз, Ділан Лемб і Джефф Брум — були засуджені; усі з них, окрім Кінга (отриманав трирічний випробувальний термін), були ув'язнені. Майкл Карсон покінчив життя самогубством ще до початку суду. Інші звинувачення стосувалися осіб, які померли до викриття, висунення звинувачень або які були нездатні постати перед судом. Окрім кримінального переслідування, цивільні позови про відшкодування збитків також були порушені проти таких клубів, як «Селтік», «Кру Александра», «Манчестер Сіті» та «Ньюкасл Юнайтед».